# Two-Micron All-Sky Survey

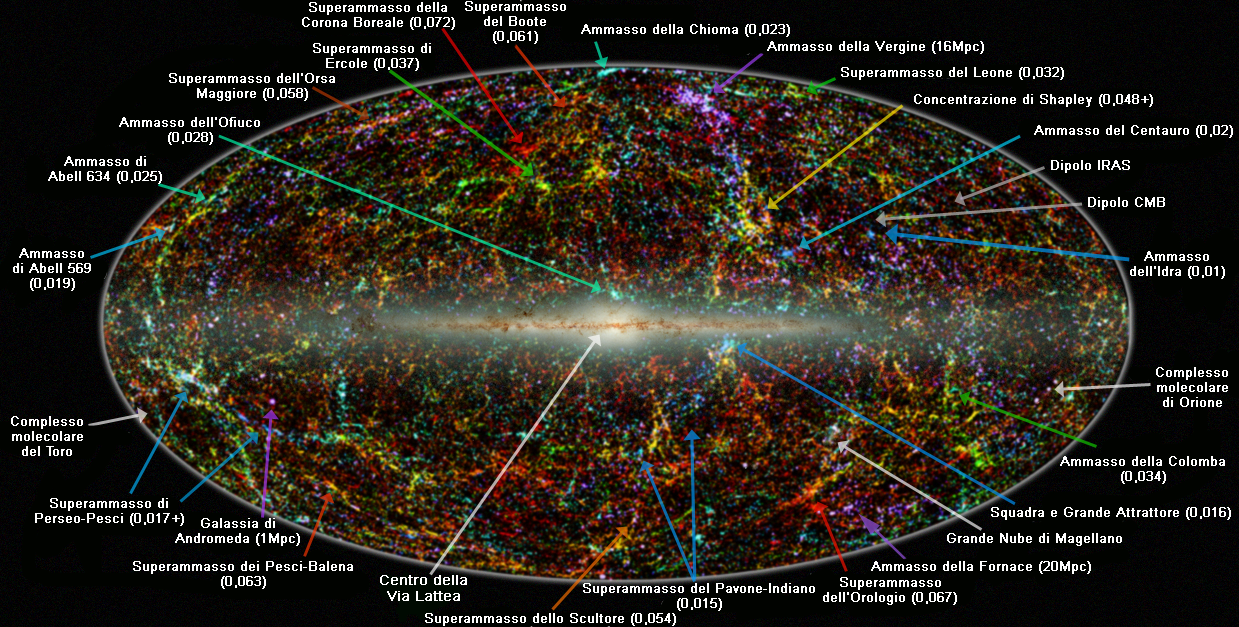
O imagine panoramică a cerului, în infraroșu, relevă distribuirea galaxiilor. Imaginea derivă din catalogul 2MASS, care include peste 1,5 milioane de galaxii, și din Catalogul surselor punctuale (PSC), care include o jumătate de miliard de stele ale Căii Lactee. Galaxiile sunt colorate în funcție de deplasarea lor spre roșu (z): cele albastre sunt cele mai apropiate (z < 0,01), cele verzi sunt cele aflate la o distanță medie (0,01 < z < 0,04), iar cele roșii sunt cele mai îndepărtate (0,04 < z < 0,1).

2MASS, abreviere pentru Two Micron All-Sky Survey (literal « releveu al întregului cer cu [o lungime de undă de] doi micrometri ») este un mare releveu realizat de Universitatea din Massachusetts, în colaborare cu Jet Propulsion Laboratory, National Science Foundation și NASA. A fost pornit în 1997 și terminat în 2001, cu ajutorul a două telescoape automatizate cu diametrul de 1,3 metri, special construite pentru acest scop, unul situat în emisfera nordică (Observatorul astronomic Fred Lawrence Whipple, Arizona), celălalt în emisfera sudică (Observatorul interamerican Cerro Tololo, Chile). Datele culese au fost finalizate în 2003. Este cel de-al doilea mare releveu efectuat în acest domeniu de lungime de undă după releveul TMASS, realizat în 1969. Proiectul a fost condus de  astronomul Michael Skrutskie.
Proiectul 2MASS a cartografiat integral cerul în benzile J (centrat pe 1,25 μm), H (1,65 μm) și K (2,17 μm), în vecinătatea  a 2 microni / micrometri, de unde numele proiectului, nume inspirat și de supranumele Universității din Massachusetts (UMass). Magnitudinea limită a releveului este vecină cu 14,5, rezoluția sa este de 2 secunde de arc. 
Printre obiectivele științifice  ale proiectului, figurau:
- detecția piticelor cenușii, mult mai luminoase în benzile J, H, K decât în domeniul vizibil;[2]
- cartografia Universului observabil în direcțiile planului galactic, extrem de opac în domeniul vizibil din cauza absorbției din mediului interstelar.